# Cap Las
Le cap Lac est un cap situé au sud de l'île d'Angaur dans l'État du même nom aux Palaos. Il en constitue le point le plus au sud.

## Toponymie
Le nom local du cap est Bkul a Las.

## Géologie
Le littoral du cap est composé de sable calcaire, de pierres coralliennes et d'un mélange de roches des plages actuelles et anciennes.

## Sources